# La Máscara
Felipe de Jesús Alvarado, né le 8 janvier 1982 à Mexico, au Mexique, est un Luchador mexicain ou lutteur professionnel travaillant sous le nom de ring La Máscara au sein du Consejo Mundial de Lucha Libre. Il est le cousin de Psycho Clown.

## Carrière

### Consejo Mundial de Lucha Libre (2000-...)
Le 21 mai 2010, lui, Máscara Dorada et La Sombra battent La Ola Amarilla (Hiroshi Tanahashi, Okumura et Taichi) et remportent les CMLL World Trios Championship.
Le 5 octobre 2010, il bat Volador Jr. et remporte le Mexican National Light Heavyweight Championship.
En janvier 2011, il fait ses débuts au Japon pour prendre part à la tournée Fantastica Mania 2011,co-promu par la CMLL et la New Japan Pro Wrestling à Tokyo. Au cours de la première journée, il fait équipe avec Tiger Mask dans un match par équipe, où ils sont vaincus par Dragón Rojo, Jr. et Tomohiro Ishii. Le lendemain, lui, Máscara Dorada et La Sombra conservent les CMLL World Trios Championship contre La Ola Amarilla (Okumura, Tetsuya Naitō et Yujiro Takahashi).
Le 15 juillet 2011, lui, Máscara Dorada et La Sombra perdent les CMLL World Trios Championship contre Los Hijos del Averno (Averno, Ephesto et Mephisto).
Le 17 juin, lors de Juicio Final, il remporte la plus grande victoire de sa carrière en battant Averno dans un Best two-out-of-three falls Lucha de Apuestas, le forçant à se démasquer.
Le 7 avril, il retourne à la New Japan Pro Wrestling lors d'Invasion Attack 2013 ou lui et Valiente perdent contre Tama Tonga et El Terrible et ne remportent pas les CMLL World Tag Team Championship.

#### Los Ingobernables (2014–2017)
Pendant l'été, il forme un trio nommé Los Ingobernables ("The Ungovernables") avec Rush et La Sombra avec les trois essentiellement luttant comme rudos et étant désignées comme étant les lutteurs les plus détestés de la dernière décennie,. Le 8 avril 2016, il bat Ángel de Oro et remporte le CMLL World Light Heavyweight Championship, devenant le 15e champion de l'histoire du championnat et après le match, il est entré dans une altercation avec l'homme dans le coin de Ángel de Oro, Dragon Lee.
Lors de 83rd Anniversary Show, il perd contre Dragon Lee dans un Lucha de Apuestas et a été forcé de se démasquer et de révéler son nom de naissance. Par la suite, il s'est réconcilié avec Rush.

### The Crash (2017-2018)
Le 4 novembre 2017, il perd contre Rey Mysterio dans un Four Way Match qui comprenaient Penta el 0M et Rush et ne remporte pas le The Crash Heavyweight Championship.

## Palmarès
- Consejo Mundial de Lucha Libre
  - 1 fois CMLL World Light Heavyweight Championship
  - 1 fois CMLL World Tag Team Championship avec Rush
  - 3 fois CMLL World Trios Championship avec Héctor Garza et El Hijo del Fantasma (2), Máscara Dorada et La Sombra (1)
  - 1 fois Mexican National Trios Championship avec Rush et Titán
  - 1 fois Mexican National Welterweight Championship
  - 1 fois NWA World Historic Middleweight Championship
  - CMLL World Tag Team Championship #1 Contender's Tournament (2013) avec Rush[14]
  - Leyenda de Plata (2016)
  - Reyes del Aire (2006)

- Pro Wrestling Illustrated
  - Classé 82e en 2012[15].